# Hans Haacke
Hans Haacke (Colonia, 12 agosto 1936) è un artista tedesco.
Artista concettuale che vive e lavora a New York, viene considerato uno dei più importanti esponenti della Institutional Critique.

## Biografia
Ha studiato alla Staatliche Werkakademie di Kassel, dal 1956 al 1960. Nel 1959, Haacke venne assunto come assistente a documenta 2, lavorando come custode e come guida. È stato studente di Stanley William Hayter, un conosciuto e influente stampatore, disegnatore e pittore inglese. Dal 1967 al 2002, Haacke ha ricoperto il ruolo di professore presso la Cooper Union di New York City.
Durante gli anni della sua formazione, in Germania, fu membro di Zero (un gruppo internazionale di artisti attivo tra il 1957 e 1966 circa).  La motivazione che teneva il gruppo coeso era la ricerca di una ritorno all'armonia tra l'uomo e la natura, e la rivincita della dimensione metafisica dell'arte. 
Per ottenere questo provarono a riorganizzare la superficie pittorica senza avvalersi delle superfici tradizionali. 
Sebbene i metodi differissero molto tra i vari artisti, la maggior parte dei lavori era monocromatica, geometrica, cinetica e gestuale. Quasi la totalità dei lavori era ottenuta con materiali non tradizionali, quali materiali provenienti dall'industria, col fuoco e con l'acqua, con la luce e con effetti cinetici. L'influenza del gruppo Zero e i materiali che usarono è evidente nei primi lavori di Haacke, dove con la sua pittura allude al movimento e al effetto delle sue prime installazioni, le quali erano minimaliste e usavano materiali organici. 
Queste prime installazioni si incentravano sui sistemi fisici e sui processi. Condensation Cube (1963–65) metteva in atto un vero e proprio ciclo di condensazione in tempo reale. Alcuni di questi lavori, a partire dagli anni '60, includono anche l'interazione di sistemi fisici e biologici, di animali viventi, piante e di diversi stati dell'acqua e del vento. Haacke fece anche qualche opera di land art, ma dal finire degli anni '60 in poi il suo modo di fare arte andò specializzandosi man mano.